# Vivoin
Vivoin är en kommun i departementet Sarthe i regionen Pays de la Loire i nordvästra Frankrike. Kommunen ligger i kantonen Beaumont-sur-Sarthe som tillhör arrondissementet Mamers. År 2022 hade Vivoin 899 invånare.

## Befolkningsutveckling
Antalet invånare i kommunen Vivoin
| Referens: INSEE |